# Mohammed VI
Pour les articles homonymes, voir Mohammed VI (homonymie) et M6 (homonymie).
Mohammed VI (en arabe marocain : مُحَمَّد ٱلسَّادِس, Muḥammad as-Sādis ; en berbère marocain : ⵎⵓⵃⵎⵎⴷ ⵡⵉⵙⵙ ⵚⴹⵉⵚ, Muḥmmed Wiss Ṣḍiṣ), né le 21 août 1963 à Rabat (Maroc), est le vingt-troisième monarque de la dynastie alaouite, et le troisième à porter le titre de roi du Maroc, depuis le 23 juillet 1999. Il succède cette année-là à son père, Hassan II.
Mohammed VI possède de nombreuses entreprises dans plusieurs secteurs économiques du Maroc, réunies dans les holdings Siger et Al Mada, ce qui l'amène à voir sa fortune personnelle estimée entre 2 et 8 milliards d'euros. En 2015, le magazine Forbes le classe à la première place des monarques africains en termes de richesse, et cinquième plus riche monarque dans le monde,,.
À son accession au trône en 1999, il est remarqué pour une série de réformes politiques, sociales et économiques dont celle du code du statut personnel, le Moudawana, qui améliore notamment les droits des femmes,.
Son nom est évoqué dans les révélations de télégrammes diplomatiques américains dans l'affaire WikiLeaks, provoquant des accusations de corruption à l'encontre du roi et de son entourage,. Le mouvement de contestation qui éclate en 2011 dans le contexte du Printemps arabe voit la population s'élever contre la corruption et réclamer davantage de libertés politiques. En réponse, Mohammed VI fait passer plusieurs réformes ainsi qu'une nouvelle constitution adoptée par référendum en juillet 2011,.
Atteint de problèmes cardiaques ainsi que de sarcoïdose, sa santé s'affaiblit à partir de 2018. 

## Situation personnelle

### Origines et formation
Mohammed ben El-Hassan Alaoui naît le 21 août 1963 au Palais Royal de Rabat. Il est le deuxième enfant et le premier fils du roi Hassan II et de la princesse consort Lalla Latifa, une Zayane d'origine arabe chérifienne de Khénifra, dite « Mère des enfants royaux ». Son père le fait entrer, à l'âge de 4 ans, au Collège royal à Rabat. Le 28 juin 1973, à l'âge de 9 ans, il obtient le certificat d’études primaires et poursuit ses études secondaires au Collège royal où il obtient son baccalauréat marocain en 1981.
En 1985, il obtient sa licence en droit à la faculté des sciences juridiques, économiques et sociales de Rabat. Le sujet de son mémoire porte sur «l'Union arabo-africaine et la stratégie du royaume du Maroc en matière de relations internationales».
En 1987, il obtient le premier certificat d’études supérieures (CES) en sciences politiques avec mention. En juillet 1988, il réussit, avec mention, ses derniers examens pour l’obtention du DEA en droit public.
Son père décide de l’envoyer, en novembre 1988, à Bruxelles, en vue d’effectuer un stage de quelques mois auprès de Jacques Delors, président de la Commission européenne.
Sa première mission officielle à l’étranger a lieu le 6 avril 1974 quand, âgé de 10 ans, il représente Hassan II lors des obsèques du président français, Georges Pompidou. Du 23 au 30 juillet 1980, il effectue une tournée dans plusieurs pays africains et rencontre les présidents Léopold Sédar Senghor du Sénégal, Ahmed Sékou Touré de Guinée, Félix Houphouët-Boigny de la Côte d’Ivoire, Ahmadou Ahidjo du Cameroun et Shehu Shagari du Nigeria. Il leur remet des messages personnels du roi Hassan II.
Le 18 mars 1982, il est nommé président du Comité d’organisation des IXes Jeux méditerranéens de Casablanca. Le 10 mars 1983, il préside la délégation marocaine aux travaux du VIIe sommet des pays non-alignés à New Delhi et prononce un important discours dans lequel il rappelle les positions du Maroc à l’égard de diverses questions arabes, africaines et internationales. Le 21 septembre 1983, le prince héritier préside la délégation marocaine aux travaux du comité de mise en œuvre de l’Organisation de l'unité africaine sur le Sahara à Addis-Abeba.
Le 26 novembre 1985, il est nommé, par le souverain, coordonnateur des bureaux et services de l’état-major général des Forces armées royales.
Du 11 au 18 mars 1986, le prince héritier effectue une visite officielle en Arabie saoudite. Du 7 au 21 mars 1987, il se déplace en visite officielle au Japon. Le 23 février 1989, il représente le roi Hassan II au Japon aux obsèques de l’empereur Hirohito.
Le 29 octobre 1993, il obtient, à l'université de Nice Sophia-Antipolis en France, le titre de docteur en droit avec la mention «très honorable», à la suite d'une thèse intitulée «La Coopération entre la Communauté économique européenne et l’Union du Maghreb arabe.»
Le 12 juillet 1994, son père le promeut général de division.
Le 12 avril 1994, il préside l’ouverture des travaux de la conférence ministérielle du GATT à Marrakech. Le 4 mai qui suit, il participe aux travaux de la réunion du groupe consultatif, à Genève, en prévision de la célébration du 50e anniversaire de la constitution de l’ONU.
Le 12 janvier 1995, il préside l’ouverture des travaux de la Commission nationale pour la célébration du 50e anniversaire de l’ONU.
Du 21 au 27 juin 1997, il représente le roi Hassan II aux travaux de la session extraordinaire de l’Assemblée générale des Nations unies sur l’environnement intitulée « le Sommet de la Terre ».
Le 22 juin 2000, il est nommé docteur honoris causa par l’université George Washington.

### Situation familiale
Le 21 mars 2002, après des fiançailles prononcées le 12 octobre 2001, Mohammed VI épouse dans l'intimité Salma Bennani, issue de la classe moyenne de Fès, à laquelle il accorde le titre de princesse avec traitement d'altesse royale. Leurs noces sont officiellement célébrées à Rabat les 12, 13 et 14 juillet 2002.
Le couple royal a donné naissance à deux enfants, portant la qualification d'altesse royale :
1. le prince héritier Moulay El Hassan, né le 8 mai 2003[15].
2. la princesse Lalla Khadija, née le 28 février 2007[16].

Le 21 mars 2018, l'hebdomadaire espagnol « ¡Hola! » révéla que le roi Mohammed VI et la princesse Lalla Salma avaient divorcé,. Ce divorce était déjà effectif, selon plusieurs sources anonymes proches du palais qui se sont confiées à « ¡Hola! », bien que non commenté officiellement,,. Leur divorce fut indirectement confirmé par le biais de l'avocat du roi, Éric Dupond-Moretti, lors d'une prise de parole le 20 juillet 2019, au nom de Sa Majesté et de son « ex-épouse ».
En 2023, le nom Mohammed VI, ainsi que Hassan II et Moulay El Hassan, devient une marque déposée.

## Roi du Maroc

### Avènement
Le 23 juillet 1999, le roi Hassan II meurt à l'âge de 70 ans, après près de 40 ans de règne. Son fils aîné et héritier, Sidi Mohammed, devient à l'âge de 36 ans le nouveau souverain du Maroc, et succède ainsi à son père sous le nom de Mohammed VI.
Son intronisation officielle a lieu le 30 juillet 1999 au palais royal de Rabat.

### Début de règne et politique intérieure

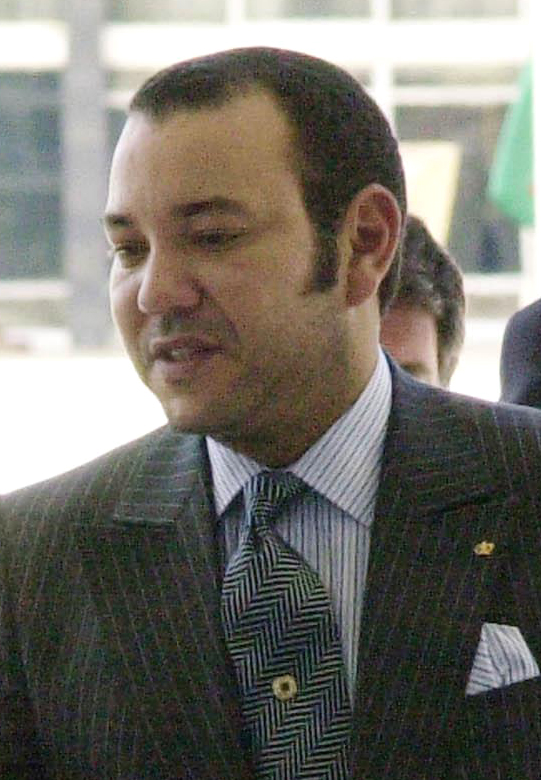
Mohammed VI en 2004.

L'idée d'une « transition à l'espagnole », en référence à l’arrivée au pouvoir de Juan Carlos Ier, peut décrire l'espoir de tout un peuple. Mais les grands problèmes à résoudre (la question des islamistes et celle du Sahara occidental notamment) sont d'une tout autre nature. La dénonciation par le roi de « l'immobilisme » du Makhzen (l'administration) et le limogeage du ministre de l'Intérieur Driss Basri, trois mois après son accession au trône, ont marqué une volonté de changement. Ce message fut renforcé par l'autorisation du retour au Maroc de l'opposant historique au régime Abraham Serfaty.
Sur le plan des libertés, les espoirs nés de l'arrivée au pouvoir de Mohammed VI, en 1999, se sont progressivement évanouis, mais les tabous ont progressivement reculé ces dernières années. La réforme du Code de la famille, en 2004, et l'inscription dans la constitution de l'égalité homme-femme sont à ce jour les seules avancées en matière de droits des femmes.
En avril 2004, afin de réconcilier le peuple marocain avec son passé, meurtri durant les années de plomb sous le règne de son père, Mohammed VI met en place, un organe de justice transitionnelle, l'Instance Équité et Réconciliation (IER).
Le problème du Sahara occidental est toujours en discussion entre les différents protagonistes après de nouvelles propositions faites par la partie marocaine. En 2006, le Maroc a accordé une autonomie interne, et a confié au Conseil royal consultatif pour les affaires sahariennes (CORCAS) l'étude des possibles statuts d'autonomie dans la région. Dans le discours du 40e anniversaire de la Marche verte, Mohammed VI annonce un plan massif d'investissement pour les provinces du Sud destiné à améliorer les conditions de vie des populations sahraouies.
En juillet 2009, pour ses dix ans de règne, il décide de gracier 25 000 détenus.

Mohammed VI en 2014.

Le 9 mars 2011, dans le cadre du plan de régionalisation et des manifestations marocaines du 20 février nées à l'instar des mouvements populaires dans le monde arabe, il annonce une réforme de la Constitution, qui est approuvée par référendum le 1er juillet 2011, visant à renforcer le pluralisme, les droits de l'homme et les libertés individuelles, ainsi que réduire ses pouvoirs au profit du chef du gouvernement et du Parlement. Le nouveau chef du gouvernement devait désormais obligatoirement être choisi parmi les membres du parti majoritaire élu aux élections législatives anticipées qui ont eu lieu le 25 novembre 2011. Néanmoins, le Maroc connaît une crise institutionnelle et gouvernementale lorsque le parti de l'Istiqlal décide de se retirer du gouvernement Benkiran, à la suite de dissensions entre Hamid Chabat, secrétaire général du PI, et le chef du gouvernement Abdel-Ilah Benkiran.
Les indicateurs macroéconomiques entre 1999 et 2013 indiquent une croissance économique moyenne de 5 %, un PIB/hab. qui aurait doublé par rapport au temps du régime d'Hassan II. Le taux de chômage de la population active serait de 8 à 9 % pour la période 2011-2012. Le pays reste relativement pauvre avec des inégalités en constante hausse et une corruption relativement élevée,.
Lors de la Fête du trône de 2013, il gracie un millier de prisonniers, dont un pédophile espagnol nommé Daniel Galván, condamné en 2011 à Kénitra pour avoir violé 11 enfants marocains au Maroc. Sa libération et son extradition vers l'Espagne suscitent la colère du peuple marocain et l'indignation sur les différents réseaux sociaux. Des milliers de Marocains ont manifesté dans les grandes villes du pays comme Rabat, Casablanca, Agadir[réf. souhaitée], Nador[réf. souhaitée], Tanger et Tétouan mais aussi à Bruxelles. Ils réclament des comptes au responsable de cette libération y compris au roi et leur indignation face à ce scandale. Le roi réagit via un communiqué en annonçant qu'il n'était pas au courant de la gravité des actes du pédophile et que des sanctions seront prises à l'encontre des responsables. Le communiqué royal ne suffira pas à calmer les foules qui prévoient d'autres manifestations. Le soir du 4 août 2013, la MAP annonce un communiqué royal dans lequel le roi annule la grâce (fait unique dans l’histoire récente du Maroc) et ordonne au ministre de la Justice en collaboration avec son homologue espagnol d'extrader l'individu au Maroc. Il est finalement arrêté en Espagne, à Murcie. L'accord bilatéral de 2009 entre les deux pays d'un ressortissant espagnol, Daniel Galván pourrait désormais purger sa peine en Espagne, où la plus haute juridiction pénale du pays pourrait le poursuivre. Au Maroc, le responsable de l'administration pénitentiaire a pour sa part démissionné,.
Trois semaines plus tard, à l'occasion d'un discours prononcé lors de la 60e commémoration de la Révolution du Roi et du Peuple et à la veille de son cinquantième anniversaire, le roi Mohammed VI dénonce la politique du gouvernement islamiste Benkirane en matière d'éducation. Il la juge décevante et promet des réformes dans ce secteur qui doit être une priorité nationale. Il réactive à cette occasion le Conseil national de l'éducation.
L'Association marocaine des droits humains déplore en 2019 une « escalade des violations des droits humains et des libertés publiques et individuelles » au Maroc, l’État « se soustrayant à ses engagements internationaux et ignorant recommandations et rapports » sur le sujet. L'ONG fait notamment état « d'actes de torture ou de traitements cruels ou dégradants » en détention, en particulier à la suite du mouvement de protestation Hirak. En 2018, l'ONG avait déjà souligné l'augmentation du nombre de prisonniers politiques dans le royaume.
En novembre 2019, Mohammed VI lance officiellement le processus d’élaboration du Nouveau Modèle de Développement (NMD), en confiant à une commission spéciale la mission de proposer une nouvelle vision économique et sociale pour le Maroc. En mai 2021, il reçoit le rapport final de cette commission, qui fixe les grandes orientations du pays à l’horizon 2035. Le NMD prévoit des réformes dans plusieurs secteurs, notamment l’éducation, la santé, l’économie et la gouvernance, afin de réduire les inégalités sociales et territoriales et de favoriser une croissance inclusive. Depuis 2022, plusieurs programmes, tels que la généralisation progressive des écoles pionnières dans l’enseignement public et la construction de nouveaux hôpitaux et centres hospitaliers universitaires, ont été engagés dans ce cadre,,.
Depuis l’accession de Mohammed VI au trône en 1999, le Maroc a observé une progression soutenue de son indice de développement humain (IDH), passant de 0,515 en 1999 à 0,698 en 2022. En 2023, l’IDH du Maroc a atteint 0,710, ce qui lui a permis de franchir le seuil de 0,700 et d’intégrer la catégorie des pays à « développement humain élevé ».

### Politique internationale

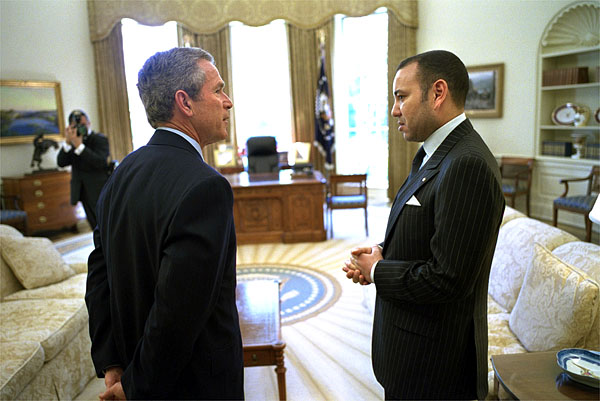
Mohammed VI avec le président des États-Unis, George W. Bush, en 2002, dans le Bureau ovale.

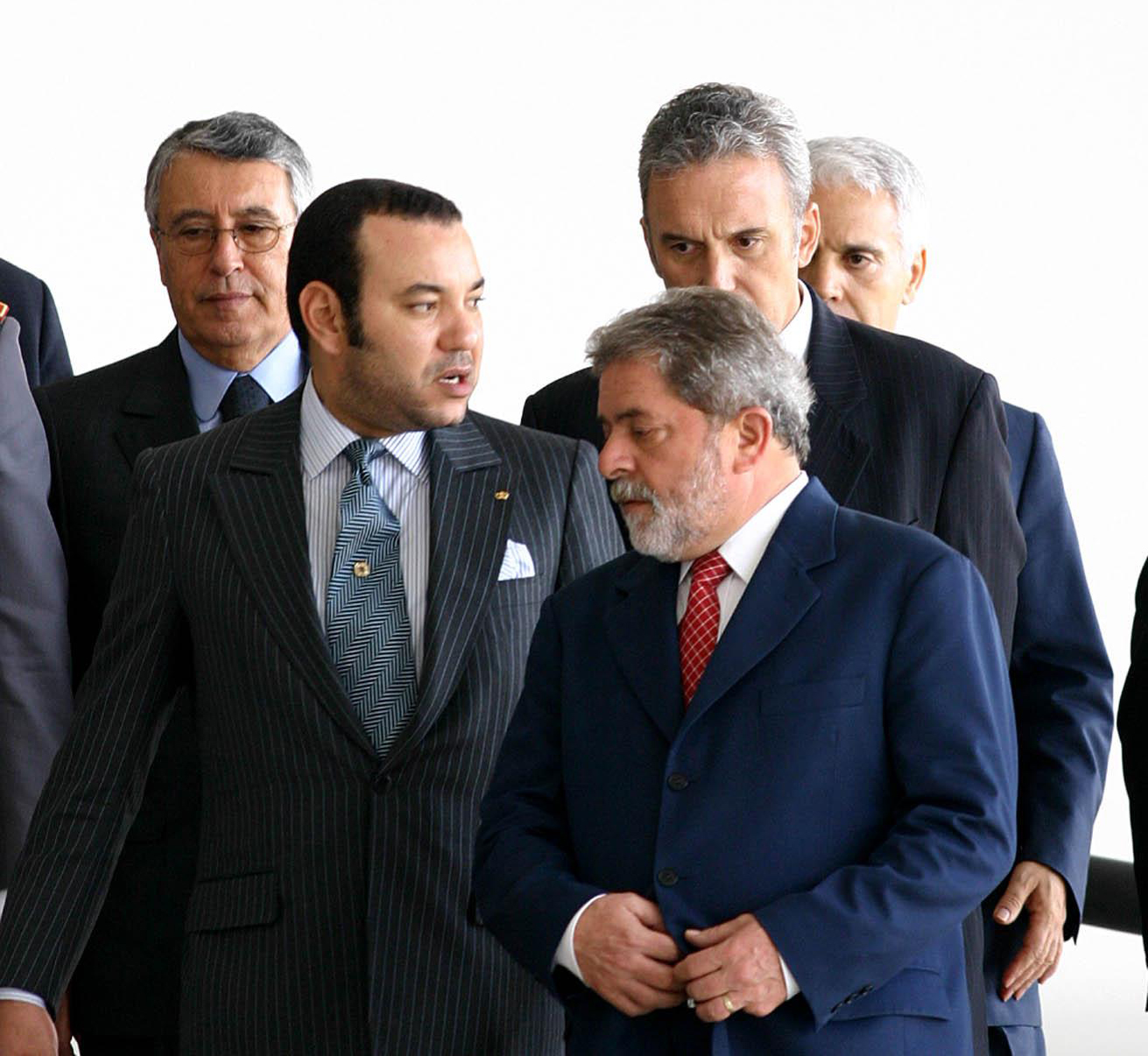
Le roi Mohammed VI et le président brésilien, Luiz Inácio Lula da Silva, en 2004.

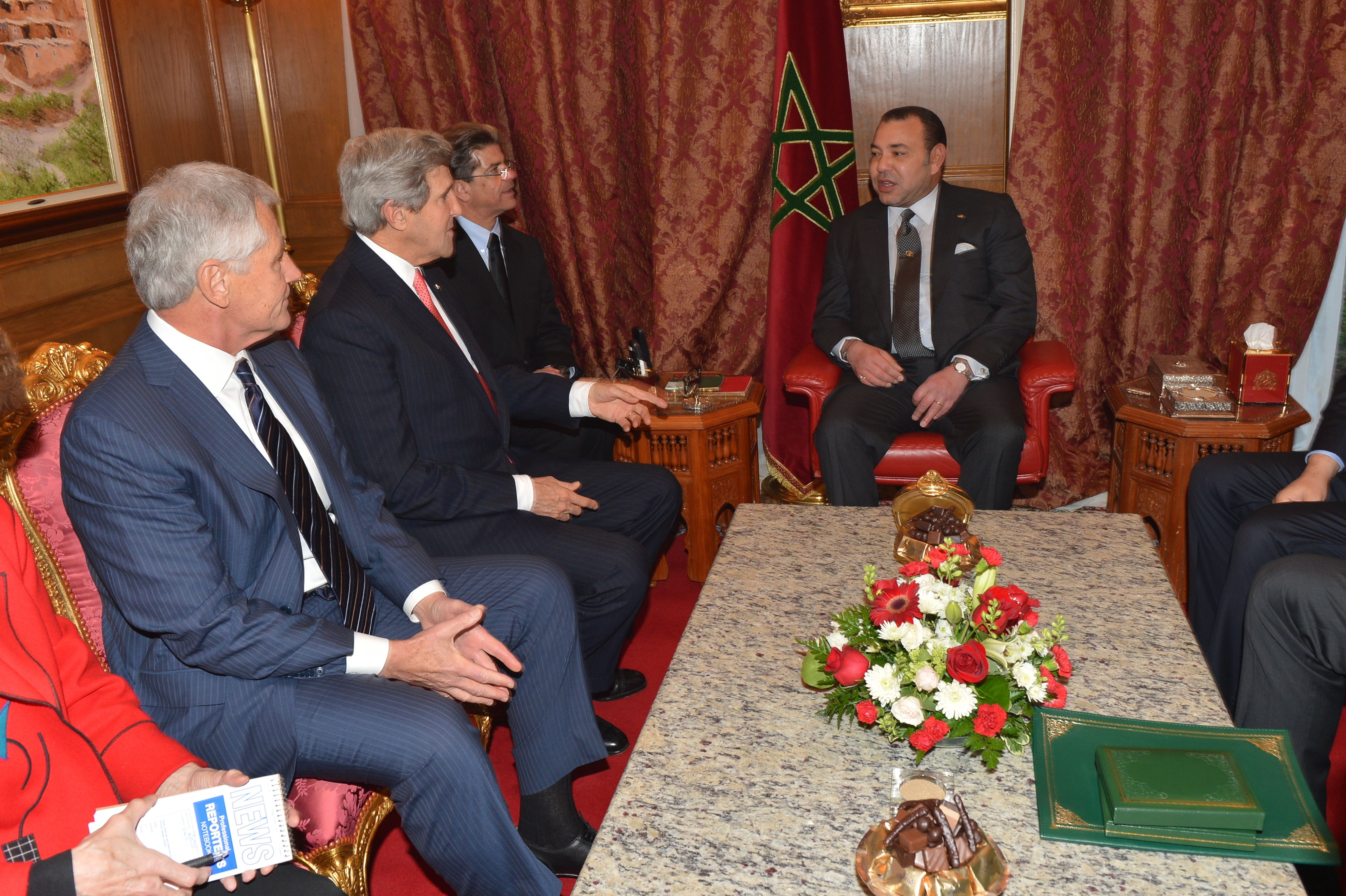
Mohammed VI avec le secrétaire d'État des États-Unis John Kerry et le secrétaire à la Défense des États-Unis Chuck Hagel, en 2013.

Le 24 mai 2012, Mohammed VI a été le premier chef d'État reçu par le président français François Hollande, qui venait de succéder à Nicolas Sarkozy.
Le Maroc sous le règne de Mohammed VI a entretenu des relations économiques et politiques très importantes avec la France. La France a été le premier pays par l'intermédiaire de son ancien président Nicolas Sarkozy à soutenir le processus de démocratisation du royaume. Pour le Sahara occidental, Mohammed VI a proposé un large plan d'autonomie. Depuis le Printemps arabe, les relations économiques et les échanges s'intensifient (échanges gaziers, en électricité, etc.), l'ouverture des frontières est évoquée dans un débat ouvert mais certaines divergences persistent toujours. Cependant, début 2021, l’État français met en place une politique de pression sur le Maroc, l’Algérie et la Tunisie par rapport au nombre d’obtention de visas octroyés aux ressortissants maghrébins ce qui provoque des premières tensions. Et à partir de juillet 2021, les tensions entre Mohammed VI et la France culminent à la suite de l’affaire d’espionnage Pegasus, où les autorités marocaines sont accusées d’avoir espionné et mis sur écoute Emmanuel Macron et des hauts responsables français (entre autres) grâce à un logiciel espion Pegasus développé par la société israélienne NSO Group.
Mohammed VI ne joue pas un rôle important dans le conflit israélo-arabe comme son père Hassan II, qui œuvrait pour le rapprochement entre Israéliens et Palestiniens. Mohammed VI pourtant, président d'Al Qods, affiche un soutien aux droits légitimes du peuple palestinien. Avec les États-Unis, qui voient dans le Maroc de Mohammed VI un partenaire important contre le terrorisme au Maghreb, les relations sont bonnes. Les États-Unis ont également soutenu les réformes politiques de 2011 annoncées par le souverain chérifien. Après l’attaque du Hamas du 7 octobre 2023, le Maroc condamne « les attaques contre les civils, d’où qu’ils viennent ». Cependant, le royaume dénonce la situation « catastrophique » de la bande de Gaza après les opérations armées israéliennes et appelle à la protection des civils par toutes les parties pour « qu’ils ne soient pas pris pour cible ».
Toujours en 2021, une crise d’une ampleur inédite depuis la guerre des Sables (1963-1964) éclate entre le Maroc et son voisin algérien à propos de différents sur de nombreux dossiers notamment la normalisation avec Israël (le Maroc est membre des accords d’Abraham) et le statut du Sahara occidental, dont le Maroc revendique la souveraineté (et l’exerce de fait en contrôlant plus de 80 % du territoire) alors que l’Algérie soutient les indépendantistes sahraouis du Front Polisario,. En mars de la même année, les autorités algériennes accusent le Maroc de déstabiliser l’Algérie en l’inondant de produits narcotiques et de drogues en tout genre. En juillet, les autorités marocaines sont également accusées d’espionner des hauts dignitaires du régime algérien et des hauts responsables du Front Polisario avec le logiciel espion Pegasus. À la suite de ces tensions, le roi appelle à la réconciliation entre les « deux pays jumeaux qui se complètent » à l’occasion de son discours de la Fête du Trône. Mais cette « main tendue » n’est pas saisie par Alger qui dénonce le double-jeu des autorités marocaines qui en même temps soutiennent le mouvement indépendantiste kabyle du MAK (peu influent en Algérie, mais ayant une certaine audience dans la diaspora kabyle à l’étranger).
Les problèmes liés à la construction réelle de l'Union du Maghreb sont toujours présents. La visite du roi en Tunisie en juin 2014 marque la volonté du Royaume d'être actif dans une construction de l'Union du Maghreb qui n'est toujours pas aboutie. Il a passé en Tunisie 10 jours au lieu des 3 jours prévus, entre le 30 mai et 9 juin 2015, visite devenue l'une des plus longues visites officielles de l'époque : il était accompagné de 11 ministres, 4 conseillers ainsi que le prince héritier Moulay El Hassan et son frère le prince Moulay Rachid et 90 hommes d'affaires ; il a aussi prononcé un discours à l'Assemblée nationale constituante.
Le roi, en tant que chef suprême des Forces armées royales, prend la décision d'engager les F-16 marocains dans la coalition internationale en Irak et en Syrie dans la lutte contre l'État islamique. L'armée marocaine rejoindra également l'Alliance islamique (alliance militaire contre le terrorisme) qui est composée de pays comme la Turquie, l'Arabie saoudite, le Pakistan, l'Égypte et proposée par le prince héritier d'Arabie saoudite Mohammed ben Salmane[réf. souhaitée]. Il donne également son accord à une intervention au Yémen à la suite du coup d'État des Houthis financés par l'Iran sur le président légitime du Yémen.

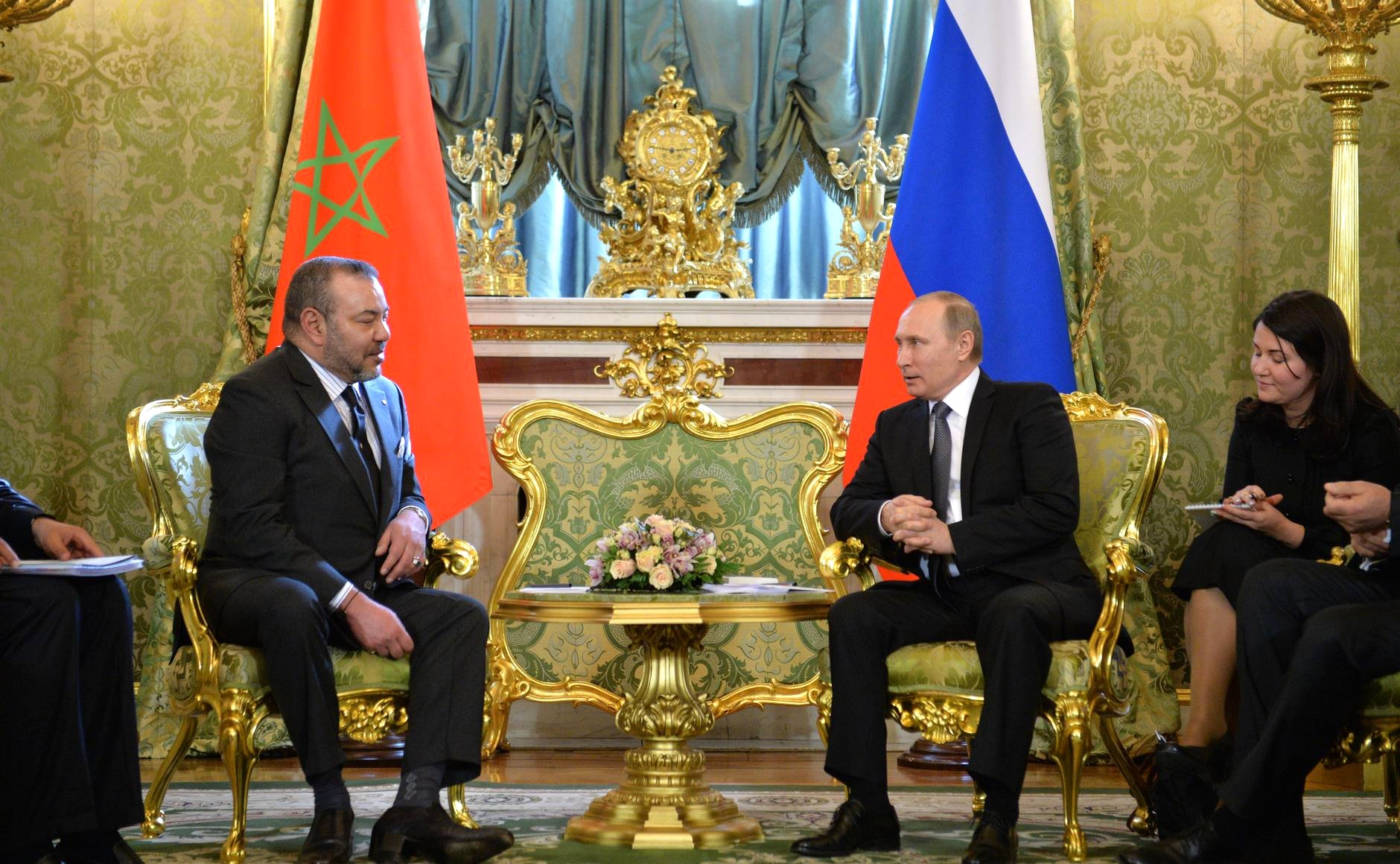
Le roi Mohammed VI avec le président de la fédération de Russie Vladimir Poutine, en 2016.

Au niveau international, le roi signe de nombreux accords avec la Russie de Vladimir Poutine lors de sa visite à Moscou en 2016 et maintient la présence des investisseurs marocains en Afrique (Gabon, Côte d'Ivoire, Guinée-Bissau, Sénégal, Mali). Le Maroc bénéficie également d'un soutien très actif de la part des pays de la Coopération du Golfe dans les investissements et dans le soutien à l'intégrité territoriale du Maroc. Le roi du Maroc continuera dans sa lancée avec le discours de Riyad, et la diversification des partenaires économiques et politiques. Il renforce les liens économiques et diplomatiques avec la Chine du président Xi Jinping autour de 15 conventions socio-économiques ainsi que culturels et judiciaires et d'un partenariat stratégique affirmé lors de sa visite du 12 mai 2016 à Pékin.
Le 20 août 2016, dans un discours télévisé destiné à la nation, il fustige le fanatisme religieux et lance un appel à « la paix, la concorde et au vivre-ensemble » dans les pays de résidence de la diaspora marocaine à la suite des derniers attentats survenus en France, faisant notamment référence à l'assassinat du père Jacques Hamel.
Depuis de nombreuses années[Quand ?], le roi met en avant la politique de coopération Sud-Sud avec l'établissement de relations stratégiques et économiques avec l'Afrique subsaharienne. Dans son bras de fer avec le Polisario et l'axe Alger-Pretoria, Mohammed VI effectue de nombreuses tournées africaines : dans l'Ouest (Côte d'Ivoire, Guinée, Sénégal, Nigeria, Guinée-Bissau, Ghana) et aussi à l'est (Rwanda, Tanzanie, Zambie). Le souverain chérifien obtient le retour du Maroc à l'Union africaine après 33 ans d'absence avec une quasi-majorité d'États votant en faveur de la demande marocaine. La demande avait suscité un refus de l'Algérie et de l'Afrique du Sud. En 2017, le Maroc est le premier investisseur mondial en Côte d'Ivoire et le deuxième investisseur africain avec 70 % des IDE marocains vers l'Afrique subsaharienne.
En février 2017, le roi annonce la volonté de son pays de faire partie de la zone CEDEAO face à une Union du Maghreb arabe jugée peu efficace.
Le 8 mai 2017, quelques mois après que le Maroc a accueilli la COP 22,, le roi Mohammed VI reçoit le prix du Visionnaire en efficacité énergétique (« Energy Efficency Visionary Award ») des mains de Gil Quiniones, co-président du Conseil d’administration de l’Alliance de l’efficacité énergétique (ASE), pour son implication en faveur du climat, de la sauvegarde de l'environnement, des énergies renouvelables et de l’efficacité énergétique.

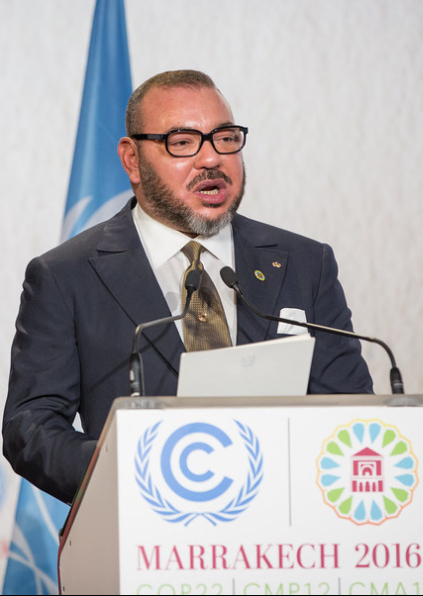
Mohammed VI en 2016 lors de la COP22 de Marrakech.

Le président américain Donald Trump officialise le 10 décembre la décision du roi Mohammed VI d’établir des relations diplomatiques avec l’État d’Israël. Cette annonce est suivie d’un communiqué royal. En échange, Washington reconnait la souveraineté marocaine sur le Sahara occidental et décerne à Mohammed VI la légion du Mérite. L'accord de normalisation des relations entre les deux pays est signé officiellement le 22 décembre 2020. La normalisation avec Israël est perçue comme étant une décision solitaire du roi, le Parlement et les partis politiques n'ayant pas été consultés ni même informés préalablement. La plupart de ces derniers sont restés silencieux, ne souhaitant pas s'opposer à une décision du monarque ni aller publiquement à l'encontre de l'opinion publique marocaine, traditionnellement sensible à la cause palestinienne. Seuls le Parti socialiste unifié et La Voie démocratique dénoncent explicitement la décision. Les manifestations de rues hostiles à la normalisation sont interdites par le pouvoir.

### Activités dans le monde des affaires

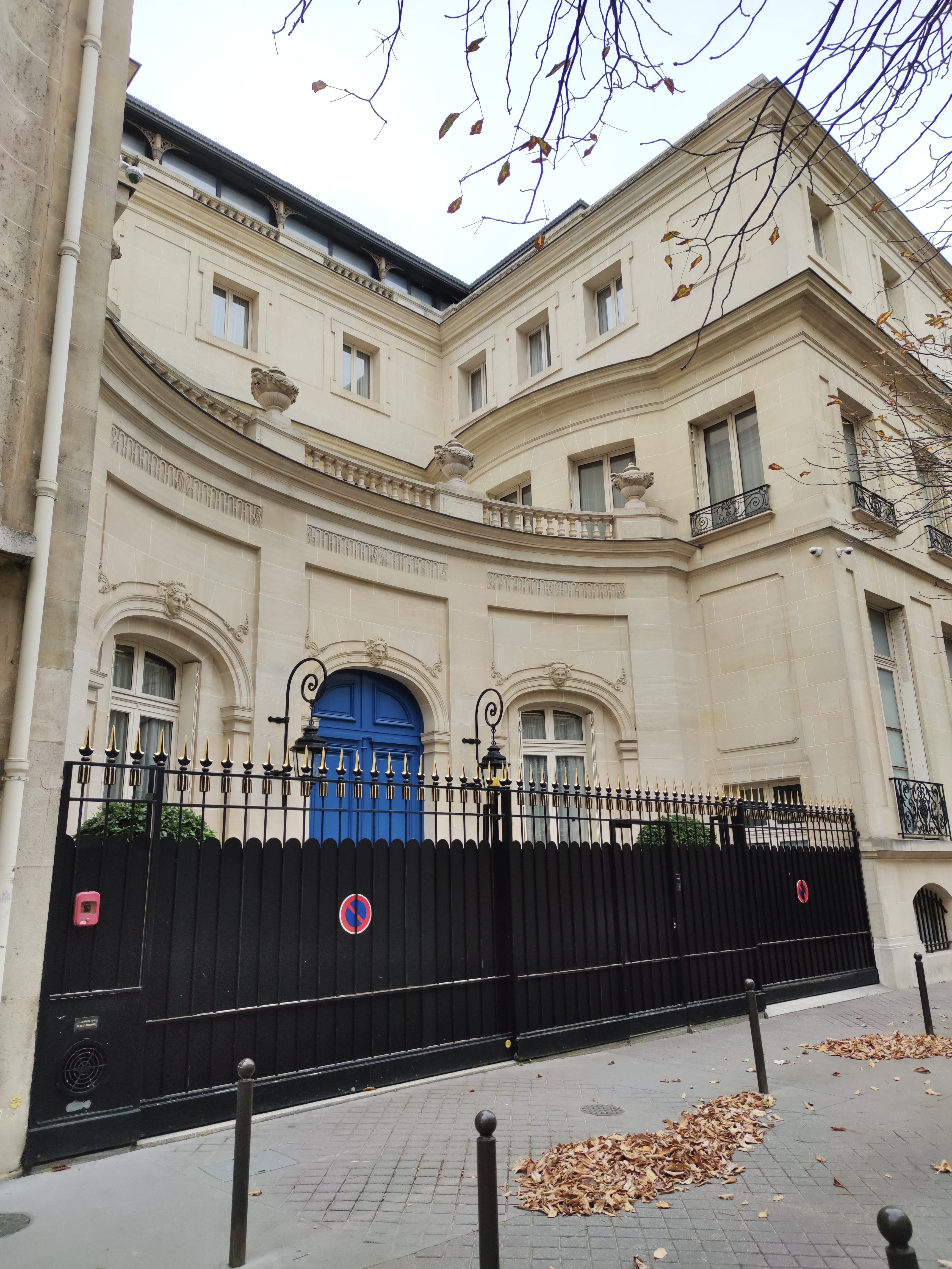
Hôtel particulier au 20, avenue Émile-Deschanel à Paris, propriété de Mohammed VI.

Le roi Mohammed VI et sa famille sont actionnaires majoritaires dans la Société nationale d'investissement, une holding, qui investit dans plusieurs domaines d'activité (mines, agroalimentaire, grande distribution et services financiers…). La famille royale détient ainsi une des plus grosses fortunes mondiales. En 2009, le magazine américain Forbes classait le roi à la 7e place parmi les monarques les plus riches de la planète, avec une fortune estimée à 2,5 milliards de dollars. En 2015, soit 6 années après, la fortune de Mohammed VI est estimée par Forbes à 5,7 milliards de dollars. Le revenu de ses investissements équivaut à 6 % du produit intérieur brut du Maroc. Le roi peut être d'ailleurs considéré comme le premier opérateur économique privé du Royaume.
Mohammed VI possède un yacht de 70 mètres, baptisé El Boughaz I. Il possède également depuis juillet 2019 le yacht Badis 1, dont la valeur est de 90 millions d'euros. Au Maroc, il a la jouissance d’une trentaine de palais et de résidences, dont les frais de fonctionnement sont assumés par l'État. Il dispose notamment des palais royaux de Casablanca, Fès, Marrakech, Meknès, Agadir, Ifrane, Oujda, Rabat et Tétouan.
En France, il possède le château de Betz dans l'Oise, acheté en 1972 par son père Hassan II, entouré par un domaine de 70 hectares. Il achète en juillet 2020 un hôtel particulier de 1 600 m2 habitables au 20, avenue Émile-Deschanel dans le 7e arrondissement de Paris, à proximité immédiate de la tour Eiffel, pour 80 millions d’euros.
Avec une allocation annuelle de l'ordre de 250 millions d’euros, la monarchie marocaine est la monarchie dans le monde qui s’attribue le plus d’argent public ; en effet le budget alloué à la monarchie marocaine est régulièrement en hausse et dépasse de loin celui de plusieurs grands ministères,,.

### Réforme du champ religieux
Mohammed VI souhaite la reformulation du champ religieux de manière à répondre aux changements contemporains que connaît le Maroc, notamment avec la restructuration du Conseil supérieur des oulémas, le lancement de la radio et de la chaîne Mohammed VI du Saint Coran, la réorganisation de Dar Al-Hadith Al-Hassania pour les études islamiques, la création de l’Institut Mohammed VI de Formation des imams Morchidines et Morchidates, de l'Institut Mohammed VI des lectures et études coraniques, de la Fondation Mohammed VI des oulémas africains, ainsi que d'autres prix concernant la mémorisation, la psalmodie et l'exégèse du Coran.

### Santé et succession
Son fils, le prince héritier Hassan du Maroc, est destiné à lui succéder sur le trône à sa mort, ou s'il venait à abdiquer.
La santé de Mohammed VI semble particulièrement se dégrader à partir de 2018, le souverain subissant plusieurs opérations du cœur pour des troubles persistants du rythme cardiaque, avant d'apparaître fortement amaigri lors de ses discours courant 2021,. Il souffre par ailleurs de sarcoïdose, une maladie respiratoire systémique qui provoque affaiblissement et perte de poids. Ces problèmes de santé font alors évoquer le sujet — tabou dans le royaume — de sa succession, dans le contexte de l'arrivée à la majorité du prince héritier Hassan en mai 2021. Ce dernier est depuis plusieurs années préparé aux responsabilités de chef de l’État par Mohammed VI, qui le fait régulièrement participer à des événements internationaux,.

## Critiques et controverses

### Liberté de la presse
Mohammed VI fait l'objet de critiques quant à sa gouvernance du pays. En 2016, un documentaire français réalisé par Jean-Louis Pérez — expulsé du pays, ainsi que son équipe, durant le tournage — pointe notamment le manque de liberté d'expression au Maroc et l'affairisme du régime,,. L'association Reporters sans frontières dresse en 2009 un « bilan controversé » de la liberté de la presse sous le règne de Mohammed VI, relevant « de réelles avancées au début de son règne » suivis de « reculs et crispations » à partir de 2002. En 2013, Slate Afrique estime que « le pluralisme des médias marocains n'est qu'un artifice ».
Le 29 juillet 2024, à l’occasion de la Fête du Trône, marquant aussi la jubilé d'argent de l’intronisation du souverain, Mohammed VI accorde sa grâce à 2 476 personnes, dont les journalistes renommés Omar Radi et Soulaimane Raissouni, ainsi que Taoufik Bouachrine, fondateur et éditorialiste d’un quotidien arabophone et des militants des droits de l’homme et Maâti Monjib, historien et défenseur des droits humains franco-marocain, incarcérés, respectivement, depuis 2020, 2018, 2019 et 2021, impliqués dans des affaires d’agressions sexuelles, d’espionnage, de traite d’êtres humains et de blanchiment d'argent, estimant qu’il s’agissait d’une manière de les punir à cause de leurs opinions. Ce geste a été réclamé par plusieurs organisations de défense des droits humains, dont Amnesty International,,,,.
Dans le même sillage, une autre catégorie des citoyens marocains a été graciée à l'occasion de l'anniversaire de la Révolution du Roi et du Peuple. Il s'agit de plus de 4 800 agriculteurs faisant l’objet de poursuites ou condamnés dans des affaires de culture illégale du cannabis qui ont été graciés le 19 août 2024, à la veille de ladite fête nationale, s'inscrivant ainsi dans la nouvelle stratégie lancée après la légalisation partielle de la production de cannabis à des fins thérapeutiques, illustrant aussi « une initiative exceptionnelle qui va permettre à ces agriculteurs et à leurs familles de vivre dans la sérénité et la quiétude, et de participer à la nouvelle dynamique de la légalisation », a commenté pour l’AFP le directeur de l’Agence nationale de réglementation des activités relatives au cannabis,,.

### Corruption d'État
En 2012, le journaliste et chercheur marocain Ahmed Réda Benchemsi dénonce dans le quotidien français Le Monde « la corruption d’État au Maroc ». Des télégrammes diplomatiques, révélés en 2010 par Wikileaks, indiquent que les diplomates américains présents au Maroc font part d'une corruption « institutionnalisée », y compris dans l'entourage du roi,,.

## Ascendance
|  |                                       |  |  |  |  |  |  |  |  |  |  |  |  |  |  |  |
|  | 16. Hassan I                          |  |  |  |  |  |  |  |  |  |  |  |  |  |  |  |
|  |                                       |  |  |  |  |  |  |  |  |  |  |  |  |  |  |  |
|  |                                       |  |  |  |  |  |  |  |  |  |  |  |  |  |  |  |
|  | 8. Youssef Ben Hassan                 |  |  |  |  |  |  |  |  |  |  |  |  |  |  |  |
|  |                                       |  |  |  |  |  |  |  |  |  |  |  |  |  |  |  |
|  |                                       |  |  |  |  |  |  |  |  |  |  |  |  |  |  |  |
|  | 17. Lalla Ruqiya                      |  |  |  |  |  |  |  |  |  |  |  |  |  |  |  |
|  |                                       |  |  |  |  |  |  |  |  |  |  |  |  |  |  |  |
|  |                                       |  |  |  |  |  |  |  |  |  |  |  |  |  |  |  |
|  | 4. Mohammed V                         |  |  |  |  |  |  |  |  |  |  |  |  |  |  |  |
|  |                                       |  |  |  |  |  |  |  |  |  |  |  |  |  |  |  |
|  |                                       |  |  |  |  |  |  |  |  |  |  |  |  |  |  |  |
|  | 9. Lalla Yacout                       |  |  |  |  |  |  |  |  |  |  |  |  |  |  |  |
|  |                                       |  |  |  |  |  |  |  |  |  |  |  |  |  |  |  |
|  |                                       |  |  |  |  |  |  |  |  |  |  |  |  |  |  |  |
|  | 2. Hassan II                          |  |  |  |  |  |  |  |  |  |  |  |  |  |  |  |
|  |                                       |  |  |  |  |  |  |  |  |  |  |  |  |  |  |  |
|  |                                       |  |  |  |  |  |  |  |  |  |  |  |  |  |  |  |
|  | 20. Hassan I                          |  |  |  |  |  |  |  |  |  |  |  |  |  |  |  |
|  |                                       |  |  |  |  |  |  |  |  |  |  |  |  |  |  |  |
|  |                                       |  |  |  |  |  |  |  |  |  |  |  |  |  |  |  |
|  | 10. Mohammed Tahar Ben Hassan         |  |  |  |  |  |  |  |  |  |  |  |  |  |  |  |
|  |                                       |  |  |  |  |  |  |  |  |  |  |  |  |  |  |  |
|  |                                       |  |  |  |  |  |  |  |  |  |  |  |  |  |  |  |
|  | 5. Abla bent Tahar                    |  |  |  |  |  |  |  |  |  |  |  |  |  |  |  |
|  |                                       |  |  |  |  |  |  |  |  |  |  |  |  |  |  |  |
|  |                                       |  |  |  |  |  |  |  |  |  |  |  |  |  |  |  |
|  | 1. Mohammed VI                        |  |  |  |  |  |  |  |  |  |  |  |  |  |  |  |
|  |                                       |  |  |  |  |  |  |  |  |  |  |  |  |  |  |  |
|  |                                       |  |  |  |  |  |  |  |  |  |  |  |  |  |  |  |
|  | 24. Mouha Ou Aqqa                     |  |  |  |  |  |  |  |  |  |  |  |  |  |  |  |
|  |                                       |  |  |  |  |  |  |  |  |  |  |  |  |  |  |  |
|  |                                       |  |  |  |  |  |  |  |  |  |  |  |  |  |  |  |
|  | 12. Mouha Ou Hammou Zayani            |  |  |  |  |  |  |  |  |  |  |  |  |  |  |  |
|  |                                       |  |  |  |  |  |  |  |  |  |  |  |  |  |  |  |
|  |                                       |  |  |  |  |  |  |  |  |  |  |  |  |  |  |  |
|  | 6. Hassan ould Mouha Ou Hammou Zayani |  |  |  |  |  |  |  |  |  |  |  |  |  |  |  |
|  |                                       |  |  |  |  |  |  |  |  |  |  |  |  |  |  |  |
|  |                                       |  |  |  |  |  |  |  |  |  |  |  |  |  |  |  |
|  | 13. Hennou                            |  |  |  |  |  |  |  |  |  |  |  |  |  |  |  |
|  |                                       |  |  |  |  |  |  |  |  |  |  |  |  |  |  |  |
|  |                                       |  |  |  |  |  |  |  |  |  |  |  |  |  |  |  |
|  | 3. Latifa Amahzoune                   |  |  |  |  |  |  |  |  |  |  |  |  |  |  |  |
|  |                                       |  |  |  |  |  |  |  |  |  |  |  |  |  |  |  |
|  |                                       |  |  |  |  |  |  |  |  |  |  |  |  |  |  |  |

## Titres et décorations

### Titulature
- Du 21 août 1963 au 23 juillet 1999 : Son Altesse Royale le prince héritier ;
- Depuis le 23 juillet 1999 : Sa Majesté le roi.

### Décorations

#### Ordres dynastiques nationaux
Grand maître des ordres nationaux du Maroc depuis le 23 juillet 1999.
- Collier du Ouissam El Mohammad
- Collier de l'ordre du Trône
- Grand cordon de l'ordre du Ouissam alaouite
- Grand cordon de l'ordre de l'Indépendance
- Grand cordon de l'ordre national du Mérite

#### Décorations étrangères
Arabie saoudite
- Collier de l'ordre du roi Abdelaziz (18 mai 2007)[113]

 Argentine
- Grand collier de l'ordre du Libérateur Général San Martín (7 décembre 2004)[113]

 Bahreïn
- Grand collier de l'ordre d'Al-Khalifa (28 juillet 2001)[113]

 Belgique
- Grand cordon de l'ordre de Léopold Ier (5 octobre 2004)[113]

 Brésil
- Grand collier de l'ordre national de la Croix du Sud (26 novembre 2004)[113]

 Burkina Faso
- Grand-croix de l'ordre des Burkinabés (1er mars 2005)[113]

 Cameroun
- Grand-croix de l'ordre de la Valeur (17 juin 2004)[113]

 Chili
- Grand collier de l'ordre de Bernardo O'Higgins (en) (3 décembre 2004)[113]

 République du Congo
- Grand-croix de l'ordre du Mérite congolais (22 février 2006)[113]

 République démocratique du Congo
- Grand-croix de l'ordre national des Héros (28 février 2006)[113]

 Côte d'Ivoire
- Grand-croix de l'ordre national de la république de Côte d'Ivoire (2015)[113]

 Denmark
- Grand-croix avec diamants de l'ordre de Dannebrog (1988)[113]

 Égypte
- Collier de l'ordre du Nil (28 octobre 2002)[113]

 Émirats arabes unis
- Collier de l'ordre de Zayed (4 mai 2015)[114]

 Espagne
- Collier de l'ordre du Mérite civil (2 juin 1979)[115]
- Collier de l'ordre d'Isabelle la Catholique (16 septembre 2000)[116]
- Collier de l'ordre de Charles III (14 janvier 2005[117] ; Grand-croix le 23 juin 1986)[118]

 États-Unis
- Médaille du Silver Star (21 janvier 2002)[113]
- Ellis Island Medal of Honor (en) (2019)[119]
- Commandeur en chef de la Legion of Merit (16 janvier 2021)[120]

 France
- Grand-croix de la Légion d'honneur (19 mars 2000)[113]

 Gabon
- Grand-croix de l'ordre de l'Étoile équatoriale (21 juin 2004 ; grand officier le 7 juillet 1977)[113]

 Gambie
- Grand-croix de l'ordre de la République de Gambie (en) (20 février 2006)[113]

 Ghana
- Compagnon de l'ordre de l'Étoile du Ghana (17 février 2017)[121]

 Guinée
- Grand-croix de l'ordre national du Mérite (Guinée) (4 mars 2014)[122]

 Guinée équatoriale
- Grand-croix de l'ordre de l'Indépendance de la Guinée Équatoriale (it) (24 mai 2017)[113]

 Italie
- Grand-croix de l'ordre du Mérite de la République italienne (18 mars 1997)[123] avec collier (11 avril 2000)[124]

 Japon
- Collier de l'ordre du Chrysanthème (28 novembre 2005 ; grand cordon le 7 mars 1987)[113]

 Jordanie
- Collier de l'ordre de Ali ibn Hussein (1er mars 2000)[113]

 Koweït
- Collier de l'ordre de Moubarak le Grand (en) (22 octobre 2002)[113]

 Liban
- Grand-croix de l'ordre du Mérite du Liban, classe spéciale (13 juin 2001)[113]

 Lettonie
- Grand commandeur de l'ordre des Trois Étoiles avec collier (14 mai 2007)[113]

 Madagascar
- Grand-croix de l'ordre national de Madagascar (2016)

 Mali
- Grand-croix avec collier de l'ordre national du Mali (14 juin 2000)[113]

 Mauritanie
- Grand cordon de l'ordre du Mérite national (26 avril 2000)[113]

 Mexique
- Grand collier de l'ordre de l'Aigle aztèque (11 février 2005)[113]

 Niger
- Grand-croix de l'ordre national du Niger (24 juin 2004)[113]

 Pakistan
- Grand cordon de l'ordre de la République de Pakistan (en) (19 juillet 2003)[113]

 Pérou
- Médaille d'honneur du Congrès du Pérou (1er décembre 2004)[113]

 Portugal
- Grand collier de l'ordre de Saint-Jacques-de-l'Épée (29 juin 2016)[113]
- Grand-croix de l'ordre d'Aviz (13 août 1998)[113]
- Grand-croix de l'ordre de l'Infant Dom Henrique (1993)[113]

 Qatar
- Collier de l'ordre de l'Indépendance du Qatar (es) (25 octobre 2002)[113]

 Royaume-Uni
- Grand-croix de l'ordre royal de Victoria (27 octobre 1980)[113]

 Sénégal
- Grand-croix de l'ordre national du Lion du Sénégal (2013)[113]

 Serbie
- Grand cordon de l'ordre de la République serbe (en) (2016)[113]

 Syrie
- Grand-croix de l'ordre des Omeyyades (9 avril 2001)[113]

 Tunisie
- Grand collier de l'ordre de la République tunisienne (31 mai 2014 ; grand cordon en août 1987)[113]
- Grand collier de l'ordre du 7-Novembre (Tunisie) (24 mai 2000)[113]

#### Autres décorations
- Grand-croix de l'ordre de Siddiq Abu Bakar de la Croix-Rouge internationale et du Croissant-Rouge (29 juin 2001)
- Grand-croix de l'ordre de la Pléiade (24 mai 2017)[125]
- Grand-croix de l'ordre du Mérite olympique africain (2019)[126].

#### Prix
- Prix de la personnalité de l’année 2015 pour la cohésion familiale et le soutien social, décerné par l'Organisation arabe de la famille[127]
- Prix Mandela de la paix pour l'année 2016[128]
- Prix du Visionnaire en efficacité énergétique « Energy Efficency Visionary Award » (2016)[129]
- Prix de la Reconnaissance spéciale du leadership (2017)[130]